# Ulica Jana Kazimierza w Warszawie
Ulica Jana Kazimierza – ulica w dzielnicy Wola w Warszawie.

## Opis
Ulica w całości znajduje się na terenie obszaru MSI Odolany. Rozpoczyna się przy skrzyżowaniu z ul. Juliana Konstantego Ordona, a kończy się ślepo przy linii kolejowej nr 509. Na całej długości jest ulicą jednojezdniową, o jednym pasie ruchu w każdą stronę. Ulica ma status drogi powiatowej o numerze nr 5538W.
Nazwa upamiętnia króla Polski Jana II Kazimierza Wazę i została nadana w 1921 r.
Po II wojnie światowej ulica przebiegała przez tereny o charakterze przemysłowym. Od 2007 powstają przy niej budynki mieszkalne oraz usługowe.
W 2018, z uwagi na intensywny ruch pojazdów ciężarowych, na całej długości ulicy wprowadzono strefę ograniczenia prędkości do 30 km/h i zakaz poruszania się ciężarówek między godziną 20 a 8 rano.
W 2018, w ramach planu poprawy sieci drogowej na Odolanach, Zarząd Dróg Miejskich w Warszawie przygotował projekt kompleksowej przebudowy ulicy. W marcu i kwietniu 2019 odbyły się konsultacje społeczne, mające na celu zebranie uwag mieszkańców do projektu. We wrześniu 2022 Prezydent m.st. Warszawy wydał decyzję o zezwoleniu na realizację inwestycji drogowej dot. remontu i rozbudowy ulicy.

## Ważniejsze obiekty
- siedziba przedsiębiorstwa Waryński Grupa Holdingowa (nr 3)
- Instytut Podstaw Informatyki Polskiej Akademii Nauk (nr 5)
- siedziba Wojewódzkiego Sądu Administracyjnego w Warszawie (nr 10)
- dom wielorodzinny (nr 18A), nr wpisu w gminnej ewidencji zabytków: WOL20370[9]
- Seris Konsalnet Holding (nr 55)